# Sinăuții de Jos, Botoșani
Sinăuții de Jos (în germană Unter Synoutz, înâlnit și sub forma Sinăuți) a fost un sat din Bucovina. Teritoriul său este inclus în prezent în satul Mihăileni (județul Botoșani), fiind singura parte a satului ce a făcut parte din Bucovina și una dintre cele trei localități (alături de Cândești și Rogojești) din actualul județ Botoșani care au făcut parte din Bucovina. În timpul stăpânirii habsburgice aici se afla un oficiu vamal, Gura Molniței/Sinăuții de Jos fiind localitate de frontieră austriacă. În 1775 a fost înființat la Sinăuți un oficiu de carantină (Rastelamt) cu scopul de a preveni răspândirea epidemiilor în Bucovina (și implicit în Imperiul Habsburgic) dinspre Estul Europei (Moldova-ulterior Regatul României, Imperiul Otoman și Imperiul Rus). Centre de carantină au existat în mai multe zone de graniță ale Bucovinei (Boian, Bosanci, Băișești, Onut).Ca urmare a deschiderii oficiului vamal s-a înființat localitatea Mihăileni pe celălalt mal al râului Molnița, în Moldova.

## Recensământul din 1930
Componența etnică a comunei Sinăuții de Jos (județul Rădăuți)
     Români (99,04%)
     Altă etnie (0,96%)
Componența confesională a comunei Sinăuții de Jos
     Ortodocși (97,9%)
     Romano-catolici (1,5%)
     Altă religie (0,6%)
Conform recensământului efectuat în 1930, populația comunei Sinăuții de Jos se ridica la 1.149 locuitori. Majoritatea locuitorilor erau români (99,04%). Alte persoane s-au declarat: germani (10 persoane) și evrei (1 persoană). Din punct de vedere confesional, majoritatea locuitorilor erau ortodocși (97,9%), dar existau și romano-catolici (1,5%). Alte persoane s-au declarat: evanghelici/luterani (6 persoane) și mozaici (1 persoană).
 Acest articol despre o localitate din județul Botoșani este deocamdată un ciot. Puteți ajuta Wikipedia prin completarea lui.

1. ↑  https://books.google.ro/books?id=x5ZjAAAAcAAJ&pg=PA379&lpg=PA379&dq=contumazamt+sinoutz&source=bl&ots=zarODGq4CE&sig=ACfU3U18l3OI3BeZr3fiLhsq_MPLf4AWaw&hl=ro&sa=X&ved=2ahUKEwj_1sCqoMXoAhXqlYsKHSGiDXgQ6AEwAXoECAMQAQ#v=onepage&q=contumazamt%20sinoutz&f=false